# Tauten
Tautin (Tauten) /Ltau'tenne =sturgeon people, / skupina Carrier Indijanaca na Fraser Riveru oko stare tvrđave Fort Alexander u Britanskoj Kolumbiji, nekad značajne postaje kompanije Hudson Bay, Kanada. Populacija im je iznosila nekoliko stotina, ali su pod utjecajem kulture bijelaca, zbog gubitka morala i alkohola, gotovo nestali do 20 stoljeća (15, 1902). 
Ostali nazivi kojima su nazivani su: Alexandria Indijanci, Enta-otin, Ltaoten, Ltavten, Talkotin, Tolkotin, Taotin, Itoaten, Taw-wa-tin, Taūtin, Talkoaten, Talcotin, etc.